# Drøbak
Drøbak é uma cidade não incorporada no centro da cidade de Frogn no condado de Akershus na Noruega. A cidade está localizada no fiorde de Oslo e possui cerca de 13358 habitantes.
Drøbak foi reconhecida como municipio em 1 de Janeiro de 1838 e foi anexada a Frogn em 1 de Janeiro de 1962.

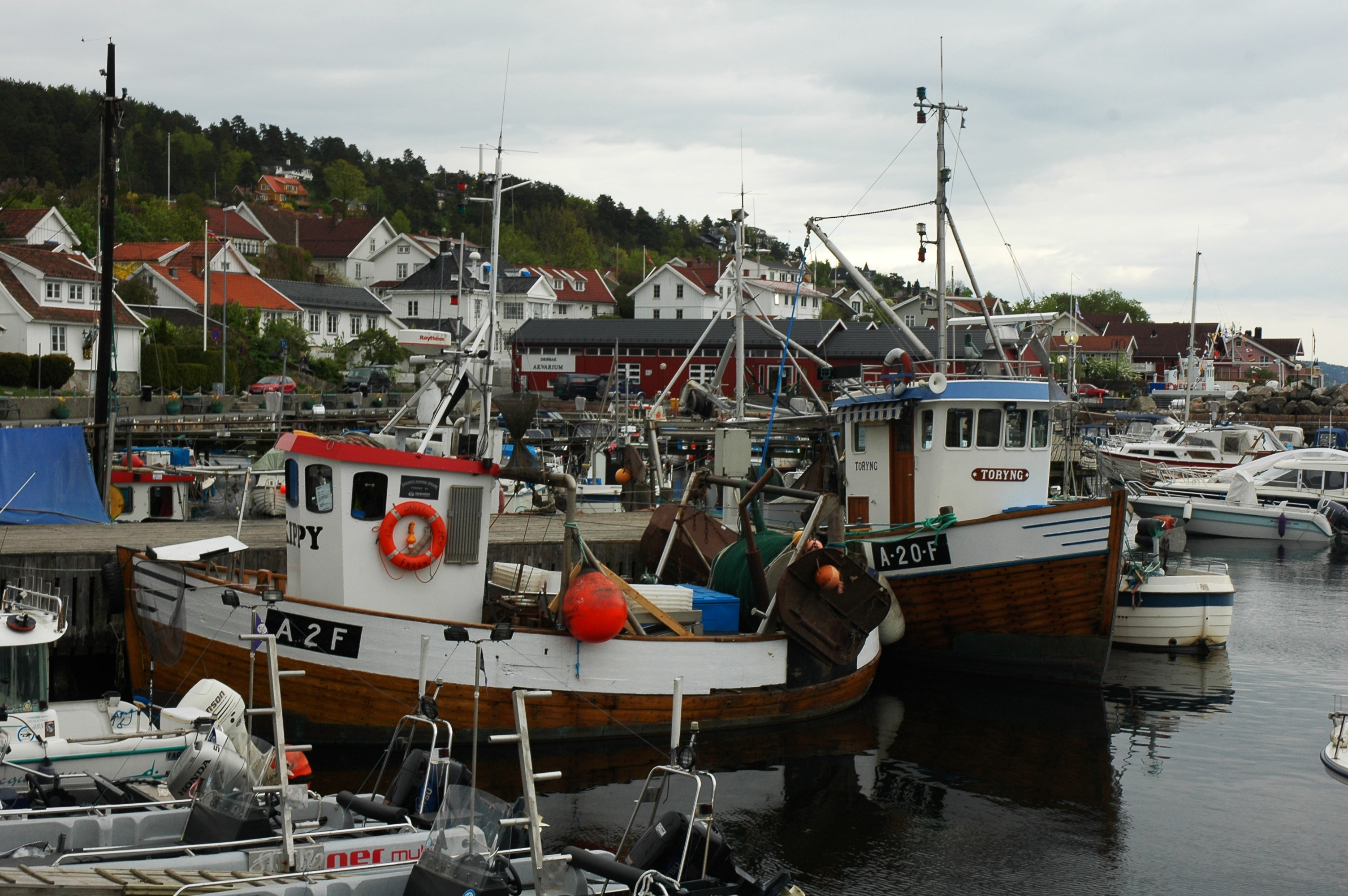
O porto de Drøbak

## História
Tradicionalmente, Drøbak era o ponto de inverno da capital da Noruega, Oslo, uma vez que em invernos rigorosos o fiorde congelava de Drøbak até Oslo. O local teve o status de cidade entre 1842 até 1962, até que foi incorporado ao município rural de Frogn. O status de cidade foi recuperado pela Câmara Municipal em 13 de Fevereiro de 2006. Foi decidido que as vilas adjacentes como Heer estariam incluídas na cidade.
Antigamente Drøbak possuía balsas que cruzavam o fiorde e atualmente eles vem sendo substituídos por um túnel subaquático. No entanto, algumas antigas balsas ainda são usadas como restaurantes flutuantes durante o verão.
No verão, cruzeiros visitam Oslo todos os dias. Muitas vezes, de quatro a cinco cruzeiros transitam todos os dias além do tráfego regular, fazendo de Drøbak um ponto turístico muito popular a beira-mar. No entanto, os inúmeros restaurantes, galerias de arte e verões suaves são os fatores mais importantes para a visitação de turistas.
Drøbak é conhecida por suas várias galerias de arte. A cidade tem uma loja de Natal chamada Julehuset (A casa do Natal) e muitas cartas para o Papai Noel vindas da Europa vão parar na cidade.
A cidade é o quartel general da Norsk Luftambulance.

## Blücher
Um evento importante na história recente norueguesa aconteceu em Drøbak durante a Segunda Guerra Mundial, quando o cruzador alemão Blücher afundou na madrugada de 9 de Abril de 1940. O navio de guerra estava transportando soldados alemães e burocratas para um plano de ocupação rápida de Oslo, mas o naufrágio causado pelo forte de Oscarborg atrasou os planos e assim permitiu a evacuação da família real norueguesa, do parlamento e do gabinete, salvando também as reservas de ouro da nação das mãos nazistas.

## O Nome
A forma em velho nórdico (língua que na Noruega evoluiu ao Norueguês atual) para o nome é Drjúgbakki. O primeiro elemento, drjúgr significa longo, duro e o último, bakki significa colina. isto está relacionado as colinas muito ingremes próximas a cidade.

## Locais
Em Drøbak existem sete importantes áreas em que a cidade e dividida. Esses locais incluem:
- Gyltåsen, que consiste principalmente em casas de temporada;
- Husvik, onde na maior parte do ano as embarcações são mantidas. Esta área também foi significativa no naufrágio do Blücher, com os canhões chamados "Husvik batteri" (A artilharia de Husvik) que se encontram nas colinas. Os canhões estão em funcionamento hoje como atração turística;
- Sentrum (centro da cidade) é onde se encontra o Julehuset e a maioria das lojas locais. A maior parte do centro da cidade é protegido por leis locais como a "Verneverdig" que em termos gerais significa que os imóveis tem um valor cultural e não podem ser modificados ou reconstruídos. Portanto muito do centro da cidade se parece como era há 100 anos;
- Skiphelle e Elleflaten é uma área que consiste em casas suburbanas e um pequeno hotel chamado "Drøbak Fjordhotel";
- Sogsti, composta de várias casas suburbanas;
- Odalen e Haveråsen, composta por casas e população mais agrícola;
- Belsjø e Heer composta de casas suburbanas;
- Ullerud e Dyrløkke é a maior colina de casas suburbanas. Aqui estão localizados o shopping, os bombeiros e uma grande escola.

## Habitantes Famosos
- Henrik Bjørnstad (1979-), jogador de golfe
- Asgeir Borgemoen, programador
- Thomas Edvardsen (1988-) pianista de jazz
- Christer Falck (1969-), produtor
- Anette Hoff (1961-), atriz
- Jahn Otto Johansen (1934-), jornalista, escritor e lenda da televisão norueguesa
- Terje Johansen (1940-), político de esquerda
- Per Edgar Kokkvold (1946-), jornalista e Secretário-geral da Associação de Imprensa Norueguesa
- Martin Schanche (1945-), piloto de rally
- Kristin Størmer Steira (1981-), esquiadora
- Øystein Øystå (1935-), escritor
- Svein Aaser, ex-CEO da Dnb NOR
- Torgeir Lyngtveit, professor e arquiteto
- Christina Vukicevic (1987-], atleta
- Ryan Wiik (1981-], ator

## Links
- Fotografier fra Drøbak ca. 1880-1948 i Nasjonalbibliotekets arkiv
- Verneforeningen Gamle Drøbak
- Drøbakguiden
- Drøbak Guide (engelsk)
- På spasertur i Drøbak (norsk/engelsk)
- Drøbak Akvarium
- Drøbak Bluesfestival
- Julenissens postkontor
- Drøbak Golfklubb
- Badebyen.no
- Vår Frelsers kirke i Drøbak, innviet 1776
- Oscarsborg festning
- ScenicNorway, bilder fra Drøbak